# Advanced Air
Advanced Air es una aerolínea estadounidense de vuelos regulares y chárter privados con sede en Hawthorne, California, en el Aeropuerto Municipal de Hawthorne, donde también posee un operador de base fija, Jet Center Los Angeles.

## Servicios
Advanced Air anuncia sus vuelos semiprivados como una opción superior a los vuelos comerciales. Todas las ubicaciones de Advanced Air operan desde aeropuertos pequeños o FBO privados, sin problemas de seguridad ni terminales abarrotadas. Todos los aviones utilizados para las rutas de Advanced Air también se utilizan para vuelos chárter privados, lo que agrega una experiencia de primera clase para todos los pasajeros comerciales. Además de sus vuelos comerciales programados, Advanced ofrece vuelos chárter personalizados en toda la región suroeste. También operan vuelos para Surf Air y Taos Air. <f

## Destinos

### Comercial Programados
| Ciudad        | Aeropuerto                                     | Código IATA | Destinos                              | Notas                                        |
| Arizona       | Arizona                                        | Arizona     | Arizona                               | Arizona                                      |
| ------------- | ---------------------------------------------- | ----------- | ------------------------------------- | -------------------------------------------- |
| Phoenix       | Aeropuerto Internacional de Phoenix-Sky Harbor | PHX         | Hawthorne Silver City                 | Operando desde Swift Aviation (FBO)          |
| California    |                                                |             |                                       |                                              |
| Burbank       | Aeropuerto de Hollywood Burbank                | BUR         | Mammoth Lakes                         | Estacional                                   |
| Carlsbad      | Aeropuerto McClellan-Palomar                   | CRQ         | Mammoth Lakes Taos                    | Estacional                                   |
| Los Ángeles   | Aeropuerto Municipal de Hawthorne              | HHR         | Mammoth Lakes Phoenix Taos            | Base                                         |
| Los Ángeles   | Aeropuerto Internacional de Los Ángeles        | LAX         | Merced                                |                                              |
| Mammoth Lakes | Aeropuerto Mammoth Yosemite                    | MMH         | Burbank Carlsbad (CA) Hawthorne       | Estacional                                   |
| Merced        | Aeropuerto Regional de Merced                  | MCE         | Las Vegas Los Ángeles                 | Contrato adjudicado de Boutique Air          |
| Nevada        |                                                |             |                                       |                                              |
| Las Vegas     | Aeropuerto Internacional Harry Reid            | LAS         | Merced                                |                                              |
| Nuevo México  |                                                |             |                                       |                                              |
| Albuquerque   | Aeropuerto Internacional Sunport               | ABQ         | Silver City                           |                                              |
| Silver City   | Aeropuerto de Grant County                     | SVC         | Albuquerque Phoenix-Sky Harbor        | Comunidad EAS                                |
| Taos          | Aeropuerto Regional de Taos                    | TSM         | Austin Carlsbad Dallas-Love Hawthorne | Base \| Ciudad foco \| Vendido como Surf Air |
| Texas         |                                                |             |                                       |                                              |
| Austin        | Aeropuerto Internacional de Austin-Bergstrom   | AUS         | Taos                                  | Estacional \| Vendido como Taos Air          |
| Dallas        | Aeropuerto Dallas Love                         | DAL         | Taos                                  | Estacional \| Vendido como Taos Air          |

### Antiguos destinos
| Ciudad     | Aeropuerto                             | Código IATA | Destinos      | Notas      |
| California | California                             | California  | California    | California |
| ---------- | -------------------------------------- | ----------- | ------------- | ---------- |
| Thermal    | Aeropuerto Regional Jacqueline Cochran | TRM         | Hawthorne, CA |            |
| Nevada     |                                        |             |               |            |
| Pahrump    | Aeropuerto Calvada Meadows             | 74P         | Hawthorne     |            |

## Flota

### De Cercanías
- Beechcraft Super King Air 350 - 7 (1 detenido en Hawthorne, 1 detenido en Silver City)[3]

### Shuttle y chárter privado
- Pilatus PC-12 – 8
- Learjet 75 – 1
- King Air 350 – 7
- Dornier 328JET – 2 (2 operado por Taos Air)
- Bombardier Challenger 300 – 2

- Pilatus PC-12 - 9
- Learjet 45 - 2
- Dornier 328JET - 2 (propiedad de Taos Air)[3]
- Bombardier Challenger 300 - 1